# Советские веломобили с линейным приводом
Появление веломобилей с линейным приводом в СССР в конце 1970-х гг. было вызвано сообщениями про успешные испытания американского «Педикара» Р. Бундшуха и дефицитом личного транспорта у советских граждан. Такие веломобили были задуманы как замена велосипеда и автомобиля для коротких городских поездок. Советские конструкторы предполагали, что такие веломобили будут храниться в квартирах, поэтому их конструкция выполнена складной и максимально облегченной.

## «Вита» — первый советский веломобиль новой волны
Веломобиль «Вита», построенный преподавателем Харьковского политехнического института Ю. К. Стебченко в 1975 г., представлял из себя трёхколёсный одноместный веломобиль с двумя задними ведущими колёсами и одним управляемым, передним. Кузов веломобиля состоит из пространственной трубчатой рамы, обшитой листами стеклопластика. Рама-каркас сделана из стальных, тонкостенных труб, соединенных методом пайки латунью. Верхняя часть кабины выполнена из плексигласа. Прозрачный колпак кабины закреплен на шарнирах и при посадке откидывается назад.
Оригинальной особенностью веломобиля является привод на основе качающихся рычагов-педалей. В основе привода лежит возвратно-поступательное движение по дуге. Привод сделан таким образом, что водитель может нажимать на педали одновременно или по-очереди. Крутящий момент на ведущие колёса передается стальными тросиками через механизм бесступенчатого изменения передачи. Веломобиль весит всего 29 кг. Подвеска колёс отсутствует. На ровной дороге «Вита» развивает до 25 км/ч.

## Семейство веломобилей «Колибри» В. Ульяновского
Складной двухместный веломобиль «Колибри-35» был создан В. Ульяновским, главным конструктором Московского завода холодильников, в 1976 г. Веломобиль построен по трёхколёсной схеме с двумя ведущими задними колёсами и одним передним, управляемым. Радиус разворота не превышает 3 м. Двухместный «Колибри-35» весит 35 кг и имеет низкий центр тяжести.
В основе конструкции лежит трубчатая рама. На ней установлен кузов типа кабриолет со складным тентом. Применено быстросъемное крепление колёс. Перевод в транспортное положение и обратно занимает пару минут. Веломобиль задумывался как транспортное средство для хранения в условиях небольших квартир. В сложенном состоянии может помещаться в шкафу. Для удобства переноса в сложенном виде на веломобиле размещена ручка недалеко от его центра тяжести.
Веломобиль приводится в движении с помощью маятниковых педальных рычагов, передающих крутящий момент на задние колёса с помощью стальных тросиков. Система бесступенчатого переключения передач имеет передаточный диапазон 370 %. Максимальная скорость составляет 30 км/ч. Веломобиль получил серебряную медаль ВДНХ СССР.
3 февраля 1980 года Минавтопром СССР отдало приказ о начале испытаний веломобиля «Колибри» и рассмотрении возможности серийного производства. Тестирование и изготовление предсерийных прототипов было поручено одному из заводов ПО ЗИЛ. Ответственным за проектно-конструкторские работы был назначен коллектив молодых специалистов под руководством В. Ульяновского. В результате было создано целое семейство унифицированных моделей «Колибри».
Базовую модель Харьковское ЦКТБ велостроения рекомендовало к серийному производству. В 1981 году три модели: «Колибри-21», «Колибри-251» и «Колибри-252» были переданы заводу изготовителю для завершения испытаний. Веломобиль «Колибри-21» был выполнен по схеме предыдущей 35-й модели. В последний момент руководство завода, где планировалось развернуть выпуск «Колибри-251», отменило своё решение о серийном производстве веломобиля.
Более удачной была судьба другого прототипа «Колибри-21». Веломобиль имел основные черты предшественников, но в этой модели переднее колесо было ведущим, а задние — управляемые. Новые технические решения позволили уменьшить массу веломобиля до 27 кг. Максимальная скорость веломобиля — 30 км/ч. Было произведено пять прототипов. Сообщения в прессе про подготовку к серийному выпуску «Колибри-21» вызвали шквал писем с просьбой продать веломобиль. Планировалось развернуть производство веломобиля на таганрогском заводе «Красный гидропресс», однако перестройка и последующий коллапс СССР помешали этому.

## Сверхкомпактный складной веломобиль «ВелАКир»
Кир Бернадский, художник из г. Чкаловска, сконструировал и получил авторское свидетельство на сверхкомпактный складной веломобиль «ВелАКир» (велосипед-автомобиль-Кир) в конце 1970-х гг. Двухместный веломобиль приводился в движение приводом на основе качающихся рычагов-педалей. Низкий вес (26 кг) и очень компактные габариты в сложенном состоянии были достигнуты за счет конструкции кузова. Клеенчатый обтекатель с пленочными окнами был натянут на пространственный каркас. Такая конструкция корпуса обеспечивала защиту от непогоды и позволяла складывать-раскладывать веломобиль в течение минуты. «ВелАКир» в сложенном состоянии состоит из двух частей: пакета с колёсами массой 6 кг и корпуса массой 20 кг. Веломобиль не требовал отдельной стоянки, и был хорошо приспособлен для хранения в условиях малогабаритной квартиры и транспортировки в общественном транспорте. Сложенный двухместный «ВелАКир» занимал места не больше, чем велосипед. К. Бернадский участвовал на «ВелАКире» в Шяуляйском фестивале веломобилей 1986 года.

## «ЛЭМ-5»
Двухместный веломобиль «ЛЭМ-05» (лаборатория экспериментальных машин, пятая модель) был разработан и построен командой веломобильных энтузиастов под руководством инженера В. И. Бородянца в городском Дворце пионеров имени Ю. А. Гагарина в г. Орле. Четырёхколёсный велеломобиль имеет задние ведущие и передние управляемые колёса. Привод веломобиля выполнен на основе маятниковых рычагов-педалей. «ЛЭМ-05» оснащен механизмом плавного изменения передаточного отношения. Частично открытый кузов может быть сделан с фанеры или пластика. Лобовое стекло выполнено из плексигласа. Испытания показали, что веломобиль способен преодолевать подъём до 30° и разгоняться до 35 км/ч.
Технические характеристики:
- Длина х Ширина х Высота (мм): 2200 х 1110 х 1300.
- Колёсная база: 1250 мм.
- Колея: 980 мм